# Alexandr Prát
Alexandr Prát (* 9. listopadu 1956 Hustopeče) je bývalý český hokejista.
Tento střední útočník patřil k tradičním hokejistům naší nejvyšší ligové soutěže na přelomu 70. a 80. let. Kariéru přitom strávil v ZKL (Zetoru) Brno a v Dukle Trenčín. Zpočátku hrával kromě Zetoru Brno ještě v dresu brněnského „béčka“ v Třebíči, která tehdy hrála 2. NHL. Koncem 70. let odešel na vojnu do Dukly Trenčín, kde zůstal hrát celkem 5 let včetně jednoho ročníku ve slovenské národní lize po sestupu trenčínských vojáků. Závěr své ligové kariéry opět spojil se Zetorem Brno, kde patřil spolu s Jiřím Otoupalíkem k nejlepším útočníkům. V polovině 80. let zmizel z povědomí fanoušků, dostupné informace hovoří o emigraci. Na brněnském stadionu zůstal dlouhá léta v paměti pokřik: „Alexander Prát, góla musí dát“. Počátkem 90. let se objevil ještě na ledě rakouských mužstev Štýrského Hradce a Innsbrucku, kde odehrál dvě slušné sezóny. Prát nikdy nereprezentoval Československo v A mužstvu, ani na juniorských šampionátech. V naší nejvyšší soutěži odehrál během 10 sezón 304 utkání, ve kterých vstřelil 68 branek.

## Klubové statistiky
| Sezona  | Klub                    | Základní část | Základní část | Základní část | Základní část | Základní část |
| Sezona  | Klub                    | Z             | G             | A             | B             |               |
| ------- | ----------------------- | ------------- | ------------- | ------------- | ------------- | ------------- |
| 1975–76 | ZKL Brno                | 1             | 0             | 0             | 0             |               |
| 1976–77 | Zetor Brno              | 20            | 1             | 1             | 2             |               |
| 1977–78 | Zetor Brno              | 10            | 0             | 3             | 3             |               |
| 1978–79 | Dukla Trenčín           | 29            | 3             | 6             | 9             |               |
| 1979–80 | Dukla Trenčín           | 42            | 7             | 13            | 20            |               |
| 1980–81 | Dukla Trenčín           | 38            | 9             | 9             | 18            |               |
| 1981–82 | Dukla Trenčín           | 42            | 12            | 23            | 35            |               |
| 1982–83 | Dukla Trenčín (1.SNHL)  | 39            | 19            | 24            | 43            |               |
| 1983–84 | Zetor Brno              | 35            | 10            | 14            | 24            |               |
| 1984–85 | Zetor Brno              | 43            | 16            | 9             | 25            |               |
| 1985–86 | Zetor Brno              | 44            | 8             | 20            | 28            |               |
| 1990–91 | EV Graz(Rakousko)       | 38            | 12            | 14            | 26            |               |
| 1991–92 | EV Graz(Rakousko)       | 46            | 12            | 9             | 21            |               |
| 1992–93 | EV Innsbruck (Rakousko) | 42            | 11            | 14            | 25            |               |